# Dominique Duncan
Dominique Duncan (ur. 7 maja 1990 w Houston) – amerykańska lekkoatletka, sprinterka. Od 2014 roku reprezentuje Nigerię.
W 2014 startowała na igrzyskach Wspólnoty Narodów, podczas których zdobyła srebro w sztafecie 4 × 100 metrów, a indywidualnie dotarła do półfinału biegu na 200 metrów. W tym samym roku zdobyła złoto w biegu rozstawnym, a indywidualnie sięgnęła po brąz na dystansie 200 metrów podczas mistrzostw Afryki w Marrakeszu. Jest medalistką mistrzostw Nigerii.
Dwukrotna mistrzyni NCAA w sztafecie 4 × 100 metrów. Srebrna medalistka mistrzostw USA w kategorii juniorów w biegu na 200 metrów (2009). Stawała na podium mistrzostw Nigerii.
Jej ojciec oraz dziadek także uprawiali lekkoatletykę.

## Osiągnięcia
| Rok  | Impreza                    | Miejsce   | Konkurencja             | Lokata     | Wynik   |
| ---- | -------------------------- | --------- | ----------------------- | ---------- | ------- |
| 2014 | IAAF World Relays          | Nassau    | sztafeta 4 × 100 metrów | 4. miejsce | 42,67   |
| 2014 | IAAF World Relays          | Nassau    | sztafeta 4 × 200 metrów | 7. miejsce | 1:33,71 |
| 2014 | Igrzyska Wspólnoty Narodów | Glasgow   | bieg na 200 metrów      | półfinał   | 23,88   |
| 2014 | Igrzyska Wspólnoty Narodów | Glasgow   | sztafeta 4 × 100 metrów | 2. miejsce | 42,92   |
| 2014 | Mistrzostwa Afryki         | Marrakesz | bieg na 200 metrów      | 3. miejsce | 22,98   |
| 2014 | Mistrzostwa Afryki         | Marrakesz | sztafeta 4 × 100 metrów | 1. miejsce | 43,56   |
| 2014 | Puchar interkontynentalny  | Marrakesz | bieg na 200 metrów      | 7. miejsce | 23,63   |
| 2015 | IAAF World Relays          | Nassau    | sztafeta 4 × 100 metrów | 7. miejsce | 42,99   |
| 2015 | IAAF World Relays          | Nassau    | sztafeta 4 × 200 metrów | 1. miejsce | 1:30,52 |
| 2017 | IAAF World Relays          | Nassau    | sztafeta 4 × 200 metrów | 5. miejsce | 1:33,08 |

## Rekordy życiowe
- Bieg na 100 metrów – 11,30 (2012) / 11,05w (2011)
- Bieg na 200 metrów (stadion) – 22,82 (2014) / 22,70w (2012)
- Bieg na 200 metrów (hala) – 23,03 (2011)